# ノルデンフェルト式機銃

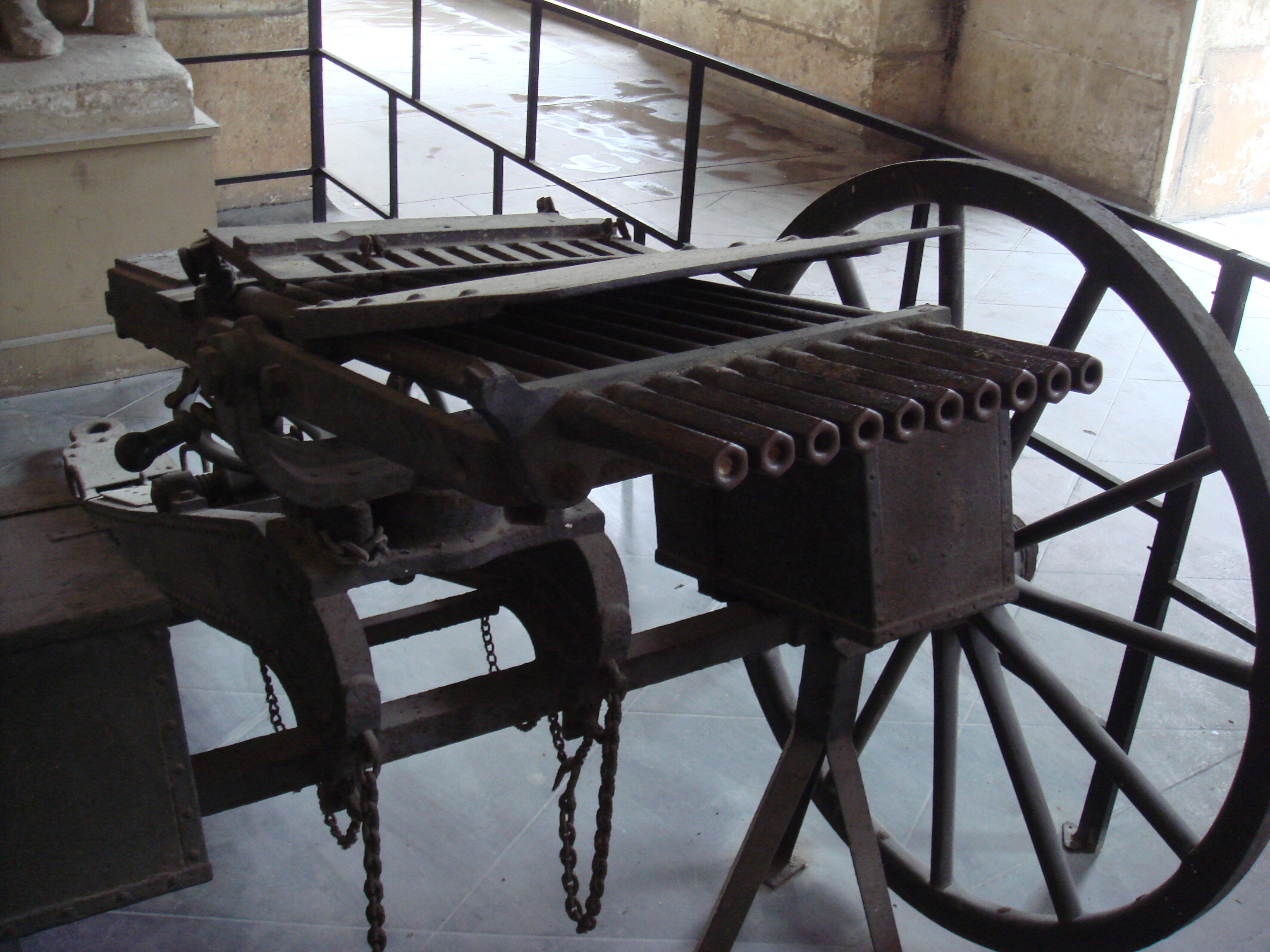
10銃身ノルデンフェルト小銃口径機銃。フランス軍事博物館

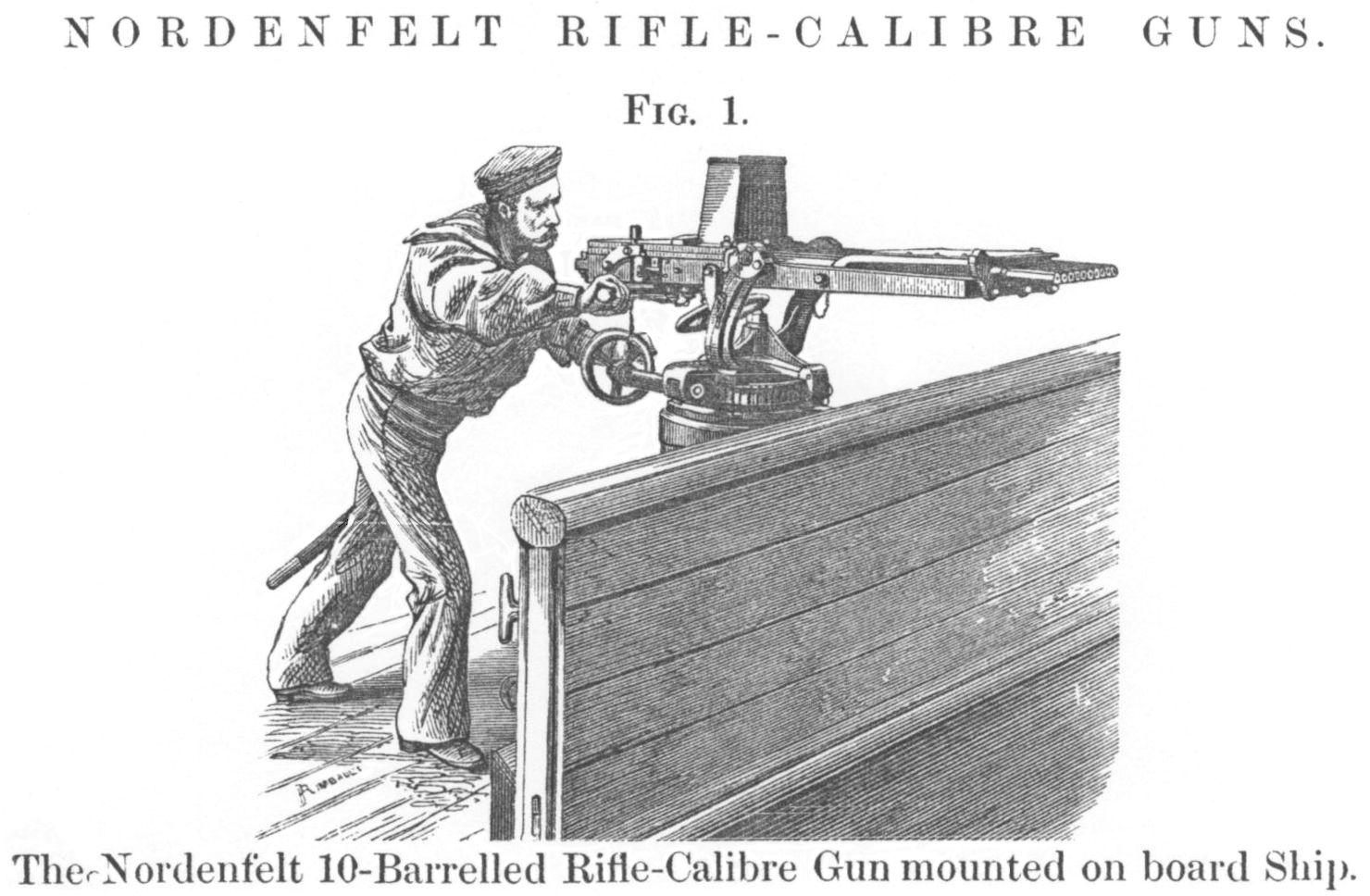
10銃身ノルデンフェルト機銃を操作する水兵。右手でレバーを操作している

ノルデンフェルト式機銃 (Nordenfelt Gun) は12本までの銃身を持つ、多銃身機銃。レバーを前後することにより発砲できた。口径は小銃口径（主に0.45インチ）から1インチまであり、本記事では主に小銃口径のものを記述する。より大きな口径のものも作製されたが、これらは単に人力での素早い装填を可能にするのみで、真の意味での自動火器とは言えなかった。

## 開発
スウェーデンのエンジニアであるヘルゲ・パールクランツが設計した。パールクランツはレバーを前後に操作するだけで多銃身機銃の装填と発砲を可能とするメカニズムを開発し、1873年に特許を取得した。
製造に関しては、ロンドン在住のスウェーデンの鉄鋼製造業者で銀行家であるトールステン・ノルデンフェルトが支援した。このため、銃はノルデンフェルト機銃と呼ばれることとなった。製造工場をイングランドに、販売拠点をロンドンに設立し、いくつかの展示で長期間のデモンストレーションを実施した。機銃はガトリング砲とガードナー銃に加え、イギリス海軍で採用された。
ポーツマスでのデモンストレーションでは、小銃口径の10銃身モデルは、故障や停止なく、3分3秒で3,000発を発射している。
しかしながら、マキシム機関銃が開発されると、ノルデンフェルト機銃は時代遅れとなってしまった。ノルデンフェルト社は1888年にマキシム社に合併され、マキシム・ノルデンフェルト銃器弾薬会社となった。

## 採用国
- オーストラリア
- ブラジル
- フランス
- イギリス